# Незмінний: Історія Майкла Дж. Фокса
«Незмінний: Історія Майкла Дж. Фокса» (стилізовано англ. STILL: A Michael J. Fox Movie) — американський документальний фільм 2023 року режисера Девіса Гуггенхайма про життя актора Майкла Джей Фокса та його боротьбу з хворобою Паркінсона. Прем'єра фільму відбулася на кінофестивалі «Санденс» 20 січня 2023 року, а потім, 12 травня, він був випущений на платформі Apple TV+.
Проєкт отримав нагороду «найкращий документальний фільм» від Національної ради кінокритиків США та сім номінацій на 75-й церемонії вручення нагород прайм-тайм премії «Еммі», у тому числі як видатний документальний або нехудожній фільм, і п'ять номінацій (зрештою виграв усі) на 8-й церемонії вручення премій Critics' Choice Documentary Awards, включаючи нагороду «найкращий повнометражний документальний фільм».

## Синопсис
Коротун із канадської військової бази стає масово популярним у міжнародній попкультурі 1980-х років, але незабаром його життя кардинально змінюється через шокуючий діагноз. Що станеться, коли невиправний оптиміст зіткнеться з необоротною хворобою?

## Сприйняття
На сайті-агрегаторі рецензій Rotten Tomatoes 99% з 154 відгуків критиків є позитивними. Консенсус на сайті звучить так: «Гострий і глибокий, »Стоп-кадр: Фільм Майкла Джей Фокса« пропонує захопливий погляд зсередини на життя і кар'єру улюбленого артиста». Metacritic, який використовує середньозважену оцінку, присвоїв фільму 78 балів зі 100, спираючись на відгуки 35 критиків, що свідчить про «загалом схвальні» рецензії.

## Учасники фільму
- Майкл Джей Фокс
- Девіс Гуггенхайм
- Трейсі Поллан
- Сем Фокс
- Аквінна Фокс
- Шайлер Фокс
- Есме Фокс

## Сприйняття
На вебсайті агрегатора рецензій Rotten Tomatoes 99 % зі 154 відгуків критиків є позитивними із середнім рейтингом 8,2/10. Консенсус вебсайту звучить так: «Зворушливий і глибокий, „Незмінний: Історія Майкла Дж. Фокса“ пропонує захоплюючий внутрішній погляд на життя та кар'єру улюбленого артиста». Metacritic, який використовує середньозважену оцінку, поставив фільму 78 зі 100 балів на основі 35 критиків, вказуючи на «загалом схвальні» рецензії.
Крісті Лемір з RogerEbert.com дала фільму три з половиною зірки з чотирьох і написала: «Це могло бути жахливим — фільм [у стилі] „Їжте свої овочі“ про надихаючу постать, яка долає труднощі. Але стриманий, безглуздий голос Фокса як наскрізний рядок, постійно підтримує „Незмінного“».

### Нагороди
| Рік  | Нагорода                                  | Категорія                                                                                               | Номінанти | Результат |
| ---- | ----------------------------------------- | --- | --- | --------- |
| 2023 | Премія Critics' Choice Documentary Awards | Найкращий повнометражний документальний фільм                                                           | Незмінний: Історія Майкла Дж. Фокса | Перемога  |
| 2023 | Премія Critics' Choice Documentary Awards | Найкращий біографічний документальний фільм                                                             | Незмінний: Історія Майкла Дж. Фокса | Перемога  |
| 2023 | Премія Critics' Choice Documentary Awards | Найкращий режисер                                                                                       | Девіс Гуггенхайм | Перемога  |
| 2023 | Премія Critics' Choice Documentary Awards | Найкраща оповідь                                                                                        | Майкл Дж. Фокс | Перемога  |
| 2023 | Премія Critics' Choice Documentary Awards | Найкращий монтаж                                                                                        | Майкл Гарт | Перемога  |
| 2023 | Голлівудська музика в ЗМІ                 | Найкраща оригінальна музика до документального фільму                                                   | Джон Павелл | Перемога  |
| 2024 | Прайм-тайм премія «Еммі»                  | Видатний документальний або нехудожній фільм                                                            | Нелле Фортенберрі, Лорен Пауелл Джобс і Ніколь Стотт, виконавчі продюсери; Девіс Гуггенхайм, Аннетта Меріон, Джонатан Кінг і Вілл Коен, продюсери | Перемога  |
| 2024 | Прайм-тайм премія «Еммі»                  | Видатна операторська робота для документальної програми                                                 | Сі Кім Майлз, Клер Попкін і Джулія Лю | Номінація |
| 2024 | Прайм-тайм премія «Еммі»                  | Видатна режисура для документального фільму                                                             | Девіс Гуггенхайм | Перемога  |
| 2024 | Прайм-тайм премія «Еммі»                  | Видатне редагування нехудожнього фільму                                                                 | Майкл Гарт | Перемога  |
| 2024 | Прайм-тайм премія «Еммі»                  | Видатна музична композиція для документального або спеціального серіалу (оригінальна драматична музика) | Джон Павелл | Перемога  |
| 2024 | Прайм-тайм премія «Еммі»                  | Видатний монтаж звуку для документальної чи реальної програми (з однією або кількома камерами)          | Майкл Фойзер, Річ Болонья, Вятт Спраг, Гізер Гросс, Білл Бернштейн                                                                                | Номінація |
| 2024 | Прайм-тайм премія «Еммі»                  | Видатне мікшування звуку для документальної програми (з однією або кількома камерами)                   | Скіп Лівсей, Бенджамін Бергер, Мартін Кіттаппа та Лілі ван Левен                                                                                  | Номінація |
| 2024 | Британська кіноакадемія                   | Найкращий документальний фільм                                                                          | Незмінний: Історія Майкла Дж. Фокса | Номінація |